# Hero (альбом Кирка Франклина)
| Оценки критиков | Оценки критиков |
| Источник        | Оценка          |
| --------------- | --------------- |
| Allmusic        | [ 1 ]           |

Hero (с англ. — «Герой») — восьмой студийный альбом американского госпел-певца Кирка Франклина, вышедший 4 октября 2005 года на лейбле GospoCentric Records. Альбом дебютировал на 13-м месте в американском основном хит-параде Billboard 200. Диск также получил премию GMA Dove Awards в категории Urban Album of the Year.
Hero получил золотую сертификацию от ассоциации RIAA к декабрю 2005 года и платиновую к декабрю 2006 года.
С Hero вышли два сингла: «Looking for You» и «Imagine Me». «Looking for You» вышел в США в качестве отдельного сингла 20 сентября 2005 года и вошёл в пятёрку лучших песен в соул-чарте Billboard Hot R&B/Hip-Hop Songs.
В 2007 Hero получил премию «Грэмми» в категории Лучший современный R&B-госпел-альбом.

## Отзывы
Альбом получил положительные отзывы музыкальных критиков и интернет-изданий.
11 февраля 2007 года альбом получил музыкальную премию Грэмми в категории Лучший современный R&B-госпел-альбом. Кроме того сингл «Help Me Believe» выиграл премию в категории Best Gospel Song. В 2006 году альбом выиграл Dove Award в категории Urban Album of the Year на церемонии 37th GMA Dove Awards. Песня «Looking for You» также получила награду Dove Award в категории Urban Recorded Song of the Year.

## Награды

### Grammy Awards
| Год          | Номинируемая работа | Категория                             | Результат |
| ------------ | ------------------- | ------------------------------------- | --------- |
| 2007, Грэмми | Hero (альбом)       | Лучший современный соул-госпел-альбом | Победа    |
| 2007, Грэмми | Imagine Me (песня)  | Лучшая песня в стиле госпел           | Победа    |

### GMA Dove Awards
| Год                        | Номинируемая работа     | Категория                       | Результат |
| -------------------------- | ----------------------- | ------------------------------- | --------- |
| 2006, 37th GMA Dove Awards | Hero (альбом)           | Urban Album of the Year         | Победа    |
| 2006, 37th GMA Dove Awards | Looking for You (песня) | Urban Recorded Song of the Year | Номинация |

## Список композиций
| #   | Название                                                  | Время | Примечания |
| --- | --------------------------------------------------------- | ----- | --- |
| 1.  | «Intro — America the Beautiful»                           | 0:45  | вокал детского хора African Children’s Choir                                                                    |
| 2.  | «Looking for You»                                         | 4:06  | Сэмплы из песни «Haven’t You Heard» певицы Patrice Rushen и также было на саундтреке к фильму «Уловки Норбита». |
| 3.  | «Hero» (вместе с Dorinda Clark Cole)                      | 5:20  | |
| 4.  | «Interlude #1» (вместе с Fred Hammond)                    | 0:55  | |
| 5.  | «Let It Go» (вместе с Sonny Sandoval из P.O.D. и tobyMac) | 4:59  | Сэмплы из песни «Shout» группы Tears for Fears                                                                  |
| 6.  | «The Process»                                             | 1:08  | |
| 7.  | «Imagine Me»                                              | 5:18  | 2007 Grammy Award for Best Gospel Song                                                                          |
| 8.  | «Could’ve Been» (вместе с J Moss и Tye Tribbett)          | 6:47  | |
| 9.  | «Better»                                                  | 4:00  | Продюсер Dre & Vidal                                                                                            |
| 10. | «Afterwhile» (вместе с Yolanda Adams)                     | 2:51  | |
| 11. | «Brokenhearted» (вместе с Marvin L. Winans)               | 6:01  | |
| 12. | «Without You»                                             | 5:02  | |
| 13. | «Keep Your Head»                                          | 4:36  | Сэмплы из песни «Keep Your Head to the Sky» группы Earth, Wind, and Fire                                        |
| 14. | «Why» (вместе с Stevie Wonder)                            | 4:36  | |
| 15. | «First Love»                                              | 5:52  | |
| 16. | «The Appeal»                                              | 7:21  | |
| 17. | «Brokenhearted (Reprise)»                                 | 1:09  | |
| 18. | «Interlude #2»                                            | 0:30  | |
| 19. | «Sunshine»                                                | 4:59  | |
| 20. | «Outro»                                                   | 1:11  | |

## Позиции в чартах

### Еженедельные чарты (альбом)
Hero достиг 13-го места в основном американском хит-параде Billboard 200 в дату с 22 октября 2005 года. Он также был на четвёртом месте в соул-чарте Billboard Top R&B/Hip-Hop Albums.
| Чарт                                       | Высшая позиция |
| ------------------------------------------ | -------------- |
| США, U.S. Billboard 200                    | 13             |
| США, U.S. Billboard Top R&B/Hip-Hop Albums | 4              |

### Синглы
«Looking for You» стал кроссовером и хитом в разных чартах, как госпел, так и R&B, и поп-музыка. Песня достигла пятого места в R&B/Hip-Hop Songs, 61-го места в общем мультижанровом хит-параде Billboard Hot 100, и первого места в Hot Gospel Songs, став на то время самой успешной песней Франклина.
| Чарт (2006)                          | Высшая позиция |
| ------------------------------------ | -------------- |
| U.S. Billboard Hot 100               | 61             |
| U.S. Billboard Hot Gospel Songs      | 1              |
| U.S. Billboard Hot R&B/Hip-Hop Songs | 5              |